# براسکم

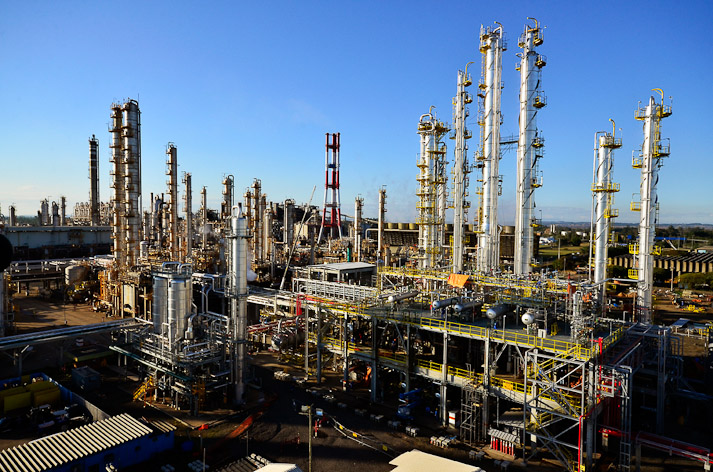
کارخانه تولید مواد شیمیایی براسکم، در برزیل

براسکم (به پرتغالی: Braskem) شرکت صنایع شیمیایی برزیلی است، که در زمینه تولید محصولات پتروشیمی و مواد شیمیایی فعالیت می‌کند و هم‌اکنون از شرکت‌های زیرمجموعه شرکت نفت و گاز برزیلی پتروبراس به‌شمار می‌آید.
شرکت براسکم در سال ۲۰۰۲ از ادغام ۶ شرکت برزیلی فعال در حوزه صنایع شیمیایی و پتروشیمیایی راه‌اندازی شد و در حال حاضر با در اختیار داشتن ۳۶ پالایشگاه و کارخانه تولید مواد شیمیایی و محصولات پتروشیمی در کشورهای برزیل، آرژانتین، ایالات متحده آمریکا و آلمان، به‌عنوان هشتمین تولیدکننده مواد شیمیایی جهان شناخته می‌شود، همچنین این شرکت بزرگترین تولیدکننده پلیمرها و نیز رزین‌های ترموپلاستیک در جهان می‌باشد.
دفتر مرکزی این شرکت در شهر سائوپائولو، برزیل قرار دارد و بخشی از سهام آن در بازارهای بورس نیویورک و بورس سائوپائولو معامله می‌شود. شرکت براسکم پس از اکسان‌موبیل و شرکت داو کمیکال سومین شرکت صنایع شیمیایی در قاره آمریکا محسوب می‌شود.